# Cassa (armi)

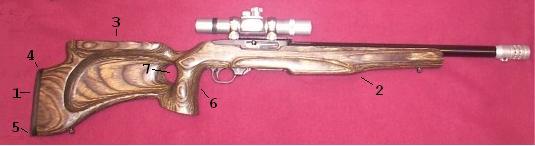
Componenti della cassa: 1) calciolo, 2) fusto, 3) poggiaguancia, 6) impugnatura.

La cassa (o carcassa), in un'arma da fuoco lunga, è una componente, che unisce le diverse componenti e permette la presa, il puntamento ed il tiro.

## Elementi costitutivi
Può essere prodotta in legno, metallo, plastica o in materiale  sintetico, ed  è composta da fusto, da una impugnatura e calcio.
- Il fusto è la parte anteriore che permette la presa con la mano debole. Superiormente presenta una lunga scanalatura che accoglie la canna ed un foro più profondo per alloggiare il serbatoio-caricatore. Nei fucili a blocco basculante il fusto è separato dal resto della cassa e prende il nome di asta. Superiormente il fusto può essere completato da un'altra sezione detta copricanna in modo da avvolgere completamente la canna.
- L''impugnatura è la prosecuzione del fusto, la parte più o meno curva, retrostante al grilletto, solitamente zigrinata, che permette la salda presa con la mano forte. A seconda della forma l'impugnatura si distingue in "dritta" o "inglese", a "mezza pistola" o a "pistola".
- Il calcio è la parte terminale della cassa che durante il tiro poggia sulla spalla del tiratore, in modo da stabilizzare la linea di mira e assorbire il rinculo. Può essere fisso in legno pieno, oppure in tubolare metallico (calcio "a stampella") pieghevole su un lato dell'arma. Il calcio è formato dalla pala, la parte pressoché triangolare con apice rivolto verso l'impugnatura e base verso la spalla. La parte terminale, generalmente bordata in metallo, è detta calciolo. Sul bordo superiore del calcio può trovarsi un'imbottitura detta poggiaguancia che consente un confortevole posizionamento della testa per prendere la mira.